# Cantone di Sauve
Il Cantone di Sauve era una divisione amministrativa dell'arrondissement di Le Vigan.
A seguito della riforma approvata con decreto del 24 febbraio 2014, che ha avuto attuazione dopo le elezioni dipartimentali del 2015, è stato soppresso.

## Composizione
Comprendeva i comuni di:
- Canaules-et-Argentières
- Durfort-et-Saint-Martin-de-Sossenac
- Fressac
- Logrian-Florian
- Puechredon
- Saint-Jean-de-Crieulon
- Saint-Nazaire-des-Gardies
- Sauve
- Savignargues